# Canton du Havre-2
Le canton du Havre-2 est une circonscription électorale française du département de la Seine-Maritime créée en 1888. Sa délimitation a été modifiée par le décret du 27 février 2014. Elle tient lieu de circonscription d'élection des conseillers départementaux et entre en vigueur lors des premières élections départementales suivant la publication du décret.

## Histoire
Un nouveau découpage territorial de la Seine-Maritime entre en vigueur à l'occasion des premières élections départementales suivant le décret du 27 février 2014. Les conseillers départementaux sont, à compter de ces élections, élus au scrutin majoritaire binominal mixte. Les électeurs de chaque canton élisent au Conseil départemental, nouvelle appellation du Conseil général, deux membres de sexe différent, qui se présentent en binôme de candidats. Les conseillers départementaux sont élus pour 6 ans au scrutin binominal majoritaire à deux tours, l'accès au second tour nécessitant 12,5 % des inscrits au 1er tour. En outre la totalité des conseillers départementaux est renouvelée. Ce nouveau mode de scrutin nécessite un redécoupage des cantons dont le nombre est divisé par deux avec arrondi à l'unité impaire supérieure si ce nombre n'est pas entier impair, assorti de conditions de seuils minimaux. Dans la Seine-Maritime, le nombre de cantons passe ainsi de 69 à 35.

## Représentation

### Conseillers généraux de 1888 à 2015
| Période | Période | Identité           | Étiquette | Qualité |
| ------- | ------- | ------------------ | --------- | --- |
| 1888    | 1907    | Denis Guillot      | Rad.      | Avocat au Havre |
| 1907    | 1937    | Léon Meyer         | Rad.      | Courtier en cafés Député (1923-1941) Sous-secrétaire d'Etat (1924-1925, 1930-1931) Ministre (1932-1933) Maire du Havre (1919-1941) |
| 1937    | 1940    | René Cance         | PC-SFIC   | Instituteur |
|         |         |                    |           | |
| 1945    | 1958    | René Cance         | PCF       | Maire du Havre (1956-1959 et 1965-1971) Député (1946-1951 et 1956-1958)                                                            |
| 1958    | 1976    | André Duroméa      | PCF       | Ajusteur, artisan serrurier Député (1967-1986 et 1988-1993) - Sénateur (1986-1988) Maire du Havre (1971-1994)                      |
| 1976    | 2001    | Maryvonne Rioual   | PCF       | Employée de bibliothèque Adjointe au maire du Havre (1971-1995) Conseillère régionale                                              |
| 2001    | 2015    | Jean-Louis Jégaden | PCF       | Syndicaliste CGT, secrétaire du CE des Ateliers et Chantiers du Havre Conseiller municipal du Havre                                |

### Conseillers départementaux depuis 2015
| Période élective | Période élective | Mandat | Mandat   | Identité        | Nuance | Nuance | Qualité |
| ---------------- | ---------------- | ------ | -------- | --------------- | ------ | ------ | --- |
| 2015             | 2021             | 2015   | 2021     | Jérôme Dubost   |        | PS     | Fonctionnaire du Ministère de la Justice Conseiller municipal ( ? → 2020) puis maire (2020 → ) de Montivilliers |
| 2015             | 2021             | 2015   | 2021     | Nacéra Vieublé  |        | DVG    | Adjointe au maire puis conseillère municipale (opposition) d'Harfleur                                           |
| 2021             | 2028             | 2021   | en cours | Jérôme Dubost   |        | PS     | Conseiller sortant                                                                                              |
| 2021             | 2028             | 2021   | en cours | Christine Morel |        | PCF    | Cadre de la fonction publique, Maire d'Harfleur depuis 2015                                                     |

### Résultats détaillés

#### Élections de mars 2015
À l'issue du 1er tour des élections départementales de 2015, deux binômes sont en ballottage : Philippe Fouche-Saillenfest et Corine Riquet Boulier (FN, 27,56 %) et Jérôme Dubost et Nacéra Vieublé (PS, 25,97 %). Le taux de participation est de 41,62 % (10 017 votants sur 24 065 inscrits) contre 49,48 % au niveau départemental et 50,17 % au niveau national.
Au second tour, Jérôme Dubost et Nacéra Vieublé (PS) sont élus avec 61,74 % des suffrages exprimés et un taux de participation de 40,99 % (5 439 voix pour 9 864 votants et 24 065 inscrits).
Nacéra Vieublé est membre du groupe "Agir avec l'Ecologie au Département".

#### Élections de juin 2021
Le premier tour des élections départementales de 2021 est marqué par un très faible taux de participation (33,26 % au niveau national). Dans le canton du Havre-2, ce taux de participation est de 25,97 % (6 003 votants sur 23 118 inscrits) contre 32,19 % au niveau départemental. À l'issue de ce premier tour, deux binômes sont en ballottage : Jérôme Dubost et Christine Morel (Union à gauche, 57,06 %) et Emmanuel Scoriel et Nacéra Vieublé (DVD, 21,98 %).
Le second tour des élections est marqué une nouvelle fois par une abstention massive équivalente au premier tour. Les taux de participation sont de 34,36 % au niveau national, 32,06 % dans le département et 25,89 % dans le canton du Havre-2. Jérôme Dubost et Christine Morel (Union à gauche) sont élus avec 67,67 % des suffrages exprimés (3 766 voix pour 5 988 votants et 23 127 inscrits),,. 

## Composition
Le nouveau canton du Havre-2 comprend deux communes entières et une fraction de la commune du Havre.
| Nom                              | Code Insee | Intercommunalité            | Superficie (km2) | Population (dernière pop. légale)                 | Densité (hab./km2) | Modifier                                    |
| -------------------------------- | ---------- | --------------------------- | ---------------- | ------------------------------------------------- | ------------------ | ------------------------------------------- |
| Le Havre (bureau centralisateur) | 76351      | CU Le Havre Seine Métropole | 46,95            | Fraction : 10 357 (2022) Commune : 166 462 (2022) | 3 546              | modifier les données · modifier les données |
| Harfleur                         | 76341      | CU Le Havre Seine Métropole | 4,21             | 8 296 (2022)                                      | 1 971              | modifier les données · modifier les données |
| Montivilliers                    | 76447      | CU Le Havre Seine Métropole | 19,09            | 15 671 (2022)                                     | 821                | modifier les données · modifier les données |
| Canton du Havre-2                | 7615       |                             |                  | 34 324 (2022)                                     |                    | modifier les données                        |

La partie de la commune du Havre intégrée dans le canton est celle située au nord et à l'est d'une ligne définie par l'axe des voies et limites suivantes : depuis la limite territoriale de la commune de Fontaine-la-Mallet, lisière est de la forêt de Montgeon, allée des Cigales, rue William-Cargill, rue Socrate, chemin de la rue Socrate à la rue William-Cargill, rue Jean-Bouise sud, allée Étienne-Peau, ligne droite jusqu'à la rue Adèle-Robert, rue Adèle-Robert, rue Socrate, place des Martyrs, rue Flandres-Dunkerque, rue des Londes, avenue du 8-Mai-1945, rue Fourier, rue Édouard-Vaillant, avenue Pierre-Courtade, rue Virgil-Grissom, rue du Docteur-Vannier, chemin de Caucriauville, jusqu'à la limite territoriale de la commune d'Harfleur.

## Démographie

### Démographie avant 2015
| 1962 | 1968 | 1975 | 1982 | 1990   | 1999   | 2006   | 2011   | 2012   |
| ---- | ---- | ---- | ---- | ------ | ------ | ------ | ------ | ------ |
| -    | -    | -    | -    | 23 277 | 24 245 | 23 956 | 23 804 | 23 422 |

### Démographie depuis 2015
En 2022, le canton comptait 34 324 habitants, en évolution de −2,34 % par rapport à 2016 (Seine-Maritime : +0,35 %, France hors Mayotte : +2,11 %).
| 2013   | 2018   | 2022   |
| ------ | ------ | ------ |
| 34 938 | 34 620 | 34 324 |